# 懷特工程顧問公司
懷特工程顧問公司（英語：J. G. White Engineering Co.）簡稱懷特公司，是在美援計畫下，由中華民國和美國聘請擔任審查各工業計劃的公司，主要提供包括電力、建築、化學、鑛冶工程、交通設備、食品工業等各領域所需技術，同時扮演工程顧問的角色。後於1962年改名為「美援會工程顧問公司」，再於1963隨行政院國際經濟合作發展委員會的設立改名為「經合會工程顧問公司」。

## 歷史
美援對於戰後的臺灣重建與經濟發展十分重要，當時美援是在美國的「經濟合作總署中國分署」（Economic Cooperation Administration, Mission to China，簡稱ECA）與「行政院美援運用委員會」（簡稱美援會）的共同運作下，在臺灣進行各種建設工作。
為了有效運作，美國的經濟合作總署與美援會聯合聘請美國的「懷特工程顧問公司」（簡稱懷特公司）擔任美援運用與執行上的工程顧問，直接參與對臺灣的經濟、工業、社會發展等建設的規劃與監督。在1950-1957年間，懷特公司在臺灣的企劃經理是狄寶賽（Valery Sergei de Beausset）先生。因此，狄寶賽先生對美援所進行的臺灣建設，關係與影響力俱極深厚。